# Championnat de RDA de football 1953-1954
Navigation
DDR-Oberliga
1952-1953 DDR-Oberliga
1954-1955
La saison 1953-1954 du Championnat de RDA de football était la 7e édition du championnat de première division en RDA, la DDR-Oberliga. La cinquième jouée sous forme d'une série nationale unique qui fut réduite de 17 à 15 clubs (quatre descendants pour deux montants à la fin de la saison précédente).
En raison de la relégation du Motor Oberschöneweide et du Vorwärts Berlin, il n'y eut plus aucune équipe de Berlin-Est en DDR-Oberliga. La série proposa aussi un "fort accent du Sud", car à l'exception du Rotation Babelsberg (Bezirk Potsdam) et Lokomotive Stendal (Bezirk Magdeburg), il n'y eut aucune équipe de la région Nord.
Pour la première fois, les deux montants assurèrent leur maintien. Les deux formations reléguées furent des fondateurs de la ligue: Motor Dessau et Lokomotive Stendal. Ce club fut pénalisé par une nouvelle règle adoptée pour départager les égalités de points. Appelée le "Torquotient", en Allemand, cette règle était le "goal-average" en Anglais. C'est-à-dire qu'au lieu de soustraire les buts encaissés de ceux marqués (différence de buts) on procède à la division du nombre de buts marqués par le nombre de buts concédés. Le Lokomotive Stendal fut classé derrière le néo-promu de Einheit Ost-Leipzig. Stendal avait une différence de buts de moins 13 pour moins 14 à Leipzig. Mais selon le principe du "Torquotient", Stendal 0,745 (38 divisé par 51) fut devancé par Leipzig 0,754 (43 divisé par 57) !
Le titre fut conquis par Turbine Erfurt qui s'empara de la tête dès la 15e journée et ne la quitta plus. Le tenant du titre, le Dynamo Dresden se reprit trop tard et échoua à la 3e place. Wismut Aue mena longtemps, jusqu'à la prise de pouvoir d'Erfurt, mais ensuite il fut pénalisé par un mauvais deuxième tour.
Heinz Satrapa termina meilleur buteur pour la deuxième fois. Cette saison établit le record en termes d'assistance moyenne aux matches (14.005 spectateurs)

## Les 15 clubs participants
| - BSG Lokomotive Stendal - BSG Motor Zwickau - BSG Aktivist Brieske-Ost - BSG Rotation Dresden - BSG Chemie Leipzig - Einheit Ost Leipzig – Promu de DDR-Liga - SC Wismut Aue - BSG Motor Dessau - BSG Fortschritt Meerane – Promu de DDR-Liga - BSG Rotation Babelsberg - BSG Empor Lauter - BSG Turbine Erfurt - BSG Turbine Halle - BSG Stahl Thale - SG Dynamo Dresden |

## Compétition

### Classement
Le barème utilisé pour établir le classement est le suivant :
- Victoire : 2 points
- Match nul : 1 point
- Défaite, forfait ou abandon : 0 point

| Rang | Équipe                   | Pts | J  | G  | N  | P  | Bp | Bc | GA    |
| ---- | ------------------------ | --- | -- | -- | -- | -- | -- | -- | ----- |
| 1    | BSG Turbine Erfurt       | 39  | 28 | 17 | 5  | 6  | 58 | 36 | 1,611 |
| 2    | BSG Chemie Leipzig       | 35  | 28 | 15 | 5  | 8  | 51 | 37 | 1,378 |
| 3    | SG Dynamo Dresden (T)    | 34  | 28 | 15 | 4  | 9  | 54 | 44 | 1,227 |
| 4    | SC Wismut Aue            | 33  | 28 | 15 | 3  | 10 | 59 | 42 | 1,405 |
| 5    | BSG Rotation Babelsberg  | 32  | 28 | 12 | 8  | 8  | 58 | 43 | 1,349 |
| 6    | BSG Aktivist Brieske-Ost | 30  | 28 | 11 | 8  | 9  | 48 | 43 | 1,116 |
| 7    | BSG Rotation Dresden     | 28  | 28 | 9  | 10 | 9  | 46 | 39 | 1,179 |
| 8    | BSG Turbine Halle        | 28  | 28 | 11 | 6  | 11 | 30 | 30 | 1,000 |
| 9    | BSG Empor Lauter         | 27  | 28 | 8  | 11 | 9  | 40 | 38 | 1,053 |
| 10   | Fortschritt Meerane (P)  | 25  | 28 | 8  | 9  | 11 | 46 | 46 | 1,000 |
| 11   | BSG Motor Zwickau        | 25  | 28 | 10 | 5  | 13 | 39 | 56 | 0,696 |
| 12   | Einheit Ost Leipzig (P)  | 23  | 28 | 9  | 5  | 14 | 43 | 57 | 0,754 |
| 13   | BSG Lokomotive Stendal   | 23  | 28 | 6  | 11 | 11 | 38 | 51 | 0,745 |
| 14   | BSG Motor Dessau         | 23  | 28 | 7  | 9  | 12 | 38 | 55 | 0,691 |
| 15   | BSG Stahl Thale          | 15  | 28 | 4  | 7  | 17 | 28 | 59 | 0,475 |

|  | Champion de RDA 1953-1954                                                  |
|  | Relégation directe en DDR-Liga                                             |
|  | (T) Tenant du titre (C) Vainqueur de la Coupe de RDA (P) Promu de DDR-Liga |

### Matchs
| Résultats (▼dom., ►ext.) | Erf  | ChL  | DyD | Aue | Bab | Bri | RDr  | Hal | Lau | Mee | Zwi | Lei | Ste | Des  | Tha  |
| BSG Turbine Erfurt       |      | 3-0  | 1-0 | 2-0 | 3-2 | 2-1 | 1-0  | 1-0 | 2-0 | 2-1 | 5-2 | 3-3 | 1-2 | 2-1  | 3-5  |
| BSG Chemie Leipzig       | 2-0  |      | 2-3 | 3-2 | 3-1 | 3-0 | 2-0  | 1-0 | 2-0 | 2-0 | 3-2 | 2-1 | 2-2 | 1-1  | 0-0b |
| SG Dynamo Dresden        | 4-2  | 0-3  |     | 2-1 | 0-0 | 1-0 | 1-1  | 3-0 | 0-0 | 1-3 | 3-0 | 3-2 | 2-0 | 4-0  | 2-0  |
| SC Wismut Aue            | 3-2  | 2-1  | 1-2 |     | 0-1 | 3-1 | 5-3  | 3-0 | 0-0 | 4-1 | 1-2 | 6-2 | 4-0 | 4-0  | 3-0  |
| BSG Rotation Babelsberg  | 1-2  | 2-0  | 5-3 | 2-0 |     | 1-1 | 4-2  | 3-1 | 5-0 | 4-3 | 2-2 | 4-2 | 2-0 | 1-1  | 2-1  |
| BSG Aktivist Brieske-Ost | 3-1  | 0-0  | 3-5 | 3-2 | 3-1 |     | 0-4  | 2-2 | 1-1 | 4-2 | 3-0 | 2-1 | 3-3 | 5-2  | 4-0  |
| BSG Rotation Dresden     | 0-2  | 3-1  | 3-0 | 0-1 | 2-1 | 1-1 |      | 1-0 | 2-0 | 1-1 | 2-2 | 2-2 | 4-0 | 2-2  | 3-4  |
| BSG Turbine Halle        | 1-1  | 1-2  | 1-0 | 5-1 | 2-1 | 1-0 | 1-1  |     | 1-1 | 2-0 | 1-2 | 0-1 | 2-0 | 1-1  | 2-0  |
| BSG Empor Lauter         | 1-4f | 1-1  | 1-2 | 2-0 | 2-2 | 0-0 | 1-1  | 1-0 |     | 0-0 | 2-1 | 4-0 | 2-2 | 4-2a | 5-1  |
| Fortschritt Meerane      | 0-0  | 3-1  | 4-2 | 3-3 | 1-1 | 1-2 | 2-1  | 2-0 | 3-1 |     | 4-1 | 1-2 | 1-2 | 1-1  | 5-1  |
| BSG Motor Zwickau        | 0-3  | 4-1d | 0-4 | 2-3 | 2-2 | 1-0 | 0-1c | 1-2 | 0-5 | 3-1 |     | 2-1 | 1-1 | 0-3e | 1-0  |
| Einheit Ost Leipzig      | 0-0  | 1-5  | 2-3 | 1-2 | 3-2 | 2-1 | 0-3  | 0-1 | 2-4 | 1-1 | 0-1 |     | 2-0 | 3-0  | 3-2  |
| BSG Lokomotive Stendal   | 0-3  | 2-2  | 3-3 | 1-3 | 1-1 | 1-2 | 2-2  | 0-1 | 1-0 | 1-1 | 1-1 | 1-1 |     | 3-0  | 4-2  |
| BSG Motor Dessau         | 2-5  | 2-4  | 3-1 | 1-1 | 3-1 | 2-3 | 2-0  | 1-1 | 2-1 | 2-0 | 1-4 | 0-1 | 3-2 |      | 0-0  |
| BSG Stahl Thale          | 2-2  | 1-2  | 3-0 | 0-1 | 0-4 | 0-0 | 1-1  | 0-1 | 1-1 | 1-1 | 1-2 | 2-4 | 0-3 | 0-0  |      |

a BSG Empor Lauter-BSG Motor Dessau (résultat initial : 3-0), est rejoué.
b BSG Chemie Leipzig-BSG Stahl Thale (résultat initial : 6-3) est accordé sur tapis vert au BSG Stahl Thale. Les joueurs lipsois, qui s'étaient rendus dans leur stade, le Georg-Schwarz-Sportpark dans le quartier de Leutzsch, sont arrivés en retart au Bruno-Plache-Stadion dans le quartier de Probstheida en raison d'une panne de bus.
c BSG Motor Zwickau-BSG Rotation Dresden : match suspendu à la 89e minute, le résultat est maintenu.
d BSG Motor Zwickau-BSG Chemie Leipzig joué à Leipzig.
e BSG Motor Zwickau-BSG Motor Dessau joué à Dessau.
f BSG Empor Lauter-BSG Turbine Erfurt joué à Aue.

## Après la saison
Après la fin de la compétition, toute l'équipe "première" du BSG Turbine Halle fut transférée vers le nouvellement constitué SC Chemie Halle-Leuna. Le BSG Turbine Halle (en fait, son équipe "Réserves" fut reversé au 4e niveau de l'époque, la Berzirksliga Halle).

## Statistiques

### Effectif de l'équipe championne 1953-1954
| BSG Turbine Erfurt |
| Heinz Grünbeck (24 / -) Wilhelm Hoffmeyer (28/-), Helmut Nordhaus (28/6), Gerhard Franke (27/-) Georg Rosbigalle (26/4), Jochen Müller (28/2) Lothar Weise (25/3), Siegfried Vollrath (28/21), Günter Konzack (23/5), Rudolf Hermsdorf (25/5), Konrad Wallroth (23/9) Entraîneur: Hans Carl |
| et aussi: Jupp Simon (Tor, 27-), Karl-Heinz Löffler (20/-), Heinz Hammer (9/-), Wolfgang Nitsche (7/-), Erich Martin (5/1), Horst Köhler (1/-) |

### Meilleurs buteurs
676 buts furent inscrits soit une moyenne de 3,21 but par match. La plus large victoire fut celle du Wismut Aue contre Einheit Ost Leipzig (6-2), lors de la 17e journée. La rencontre la plus riche en buts se déroula lors de la 5e journée et vit Chemie Leipzig battre Stahl Thale (6-3). Le match retour entre ces deux formations tourna à l'avantage de Chemie Leipzig (0-3), mais ce résultat fut annulé et transformé en 0-0 avec victoire pour Thale car "Leipzig s'était présenté en retard sur le terrain".
|    | Joueurs            | Clubs                   | Butrs |
| -- | ------------------ | ----------------------- | ----- |
| 1. | Heinz Satrapa      | BSG Wismut Aue          | 21    |
| 1. | Siegfried Vollrath | BSG Turbine Erfurt      | 21    |
| 3. | Peter Fischer      | BSG Fortschritt Meerane | 15    |
| 4. | Klaus Selignow     | BSG Rotation Babelsberg | 14    |
| 4. | Heinz Schoppe      | BSG Chemie Leipzig      | 14    |

### Spectateurs
2 941 000 spectateurs assistèrent aux 210 rencontres, soit une moyenne de 14 005 personnes par match. Ce fut la plus haute moyenne de l'Histoire de la DDR-Oberliga. Les parties Dynamo Dresden-Turbine Erfurt, Chemie Leipzig-Dynamo Dresden et Chemie Leipzig-Turbine Erfurt attirèrent plus de 40 000 spectateurs.

## Bilan de la saison
| Championnat de RDA de football 1953-1954 |                                |
| Champion                                 | BSG Turbine Erfurt (1er titre) |
| Coupes et trophées                       |                                |
| Vainqueur de la Coupe de RDA 1953-1954   | ZSK Vorwärts Berlin            |
| Promotions et relégations                |                                |
| Promus en DDR-Oberliga                   | BSG Chemie Karl-Marx-Stadt     |
| Promus en DDR-Oberliga                   | ZSK Vorwärts Berlin            |
| Relégués en DDR-Liga                     | BSG Lokomotive Stendal         |
| Relégués en DDR-Liga                     | BSG Motor Dessau               |
| Relégués en DDR-Liga                     | BSG Stahl Thale                |